# 공주 며느리
"공주 며느리"는 1967년 공개된 대한민국의 영화이다.

## 배역
- 신영균
- 문희
- 조미령
- 전계현
- 이민자
- 정애란
- 한은진
- 정민
- 윤인자
- 김효진
- 강미애
- 김정옥
- 한유정
- 장훈
- 김기범
- 임해림
- 박병기
- 박승문
- 박순봉